# Кањон Сити (Колорадо)
Канјон Сити (енгл. Cañon City) град је у америчкој савезној држави Колорадо.

## Демографија
По попису из 2010. године број становника је 16.400, што је 969 (6,3%) становника више него 2000. године.
| Група             | 2000.          | 2010.          |
| Белци             | 13.430 (87,0%) | 13.990 (85,3%) |
| Афроамериканци    | 246 (1,6%)     | 286 (1,7%)     |
| Азијати           | 83 (0,5%)      | 99 (0,6%)      |
| Хиспаноамериканци | 1.285 (8,3%)   | 1.564 (9,5%)   |
| Укупно            | 15.431         | 16.400         |